# (3829) Gunma
(3829) Gunma est un astéroïde de la ceinture principale.

## Description
(3829) Gunma est un astéroïde de la ceinture principale. Il fut découvert le 10 mars 1988 à Chiyoda par Takuo Kojima. Il présente une orbite caractérisée par un demi-grand axe de 2,78 UA, une excentricité de 0,17 et une inclinaison de 7,5° par rapport à l'écliptique.

## Compléments